# Tönnes
Tönnes är en äppelsort vars ursprung inte är helt säker, dock tror många pomologer att Fyn i Danmark är dess ursprung. Äpplet är medelstort och dess skal som är torrt har en närmast grön och röd färg. Köttet på äpplet är fast, torrt, och har en smak som är söt. Äpplet plockas i september–oktober. Det är ätmoget i januari. Det kan därefter förvaras till april. Äpplet passar både som köksäpple och som ätäpple. I Sverige odlas Tönnes gynnsammast i zon 1.